# 末飛登
末飛登（まひと、1964年12月26日 - ）は、大阪府出身のロック・ミュージシャン。

## 概要
1984年 - 1991年、大阪でロックバンド『HALFWAY Boys』ボーカルとして活動。1992年活動休止。2015年、再結成。
2004年4月 - 2020年3月の16年間、千葉テレビ放送のオートバイ専門番組「週刊バイクTV」のメインMCを務めた。
2021年より、YouTubeにて「マヒトドットバイク」を開始。新車バイクのレビュー、東京モーターサイクルショー、新車試乗会などの様子を紹介している。また、スタッフを伴わずにひとりでぶらり散歩した様子を収録した「マヒト散歩」では、立ち寄ったお店なども紹介している。